# Paul Eugen Bleuler

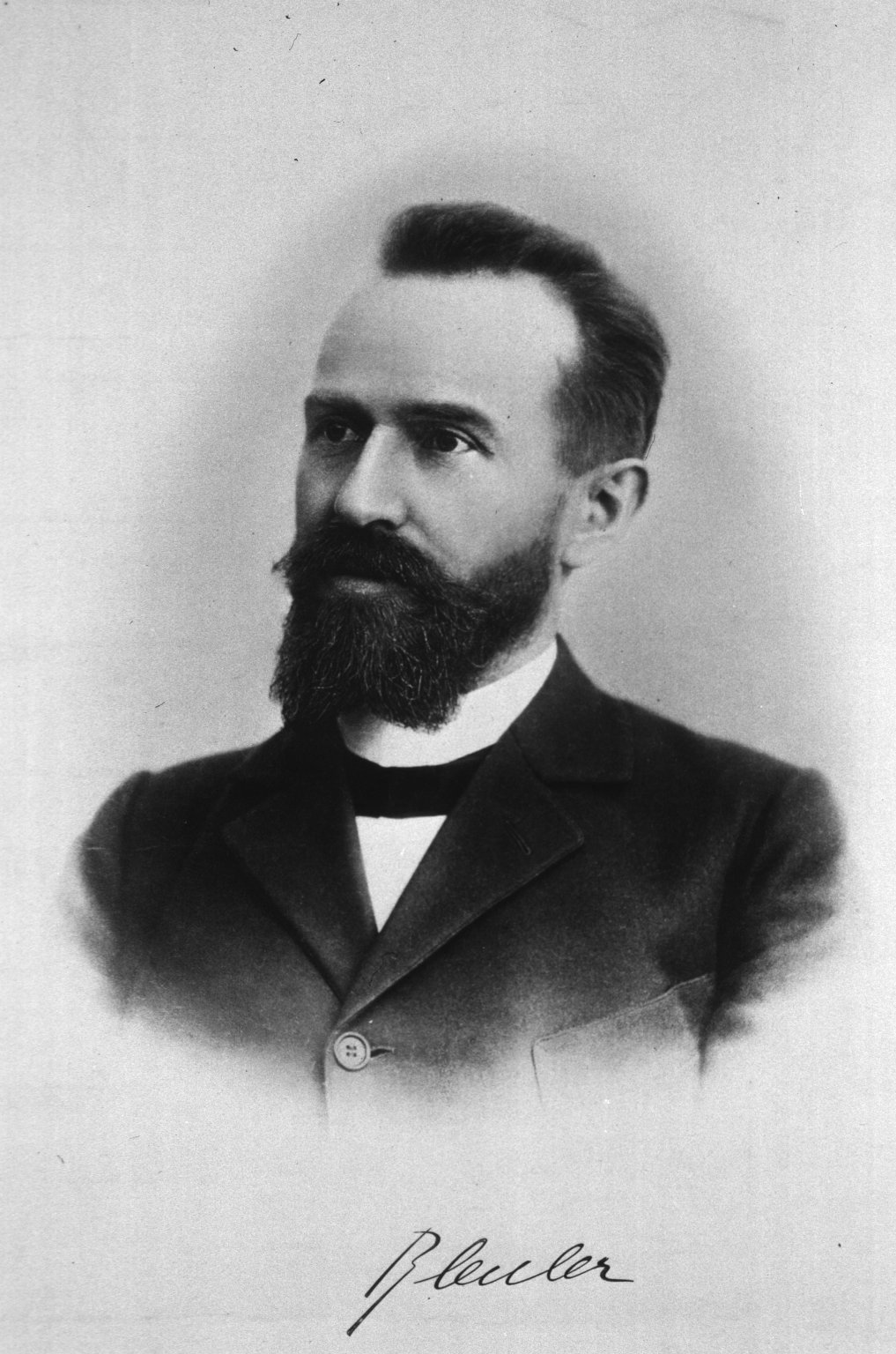
Eugen Bleuler

Paul Eugen Bleuler, cunoscut mai ales ca Eugen Bleuler, (n. 30 aprilie 1857, Zollikon⁠(d), cantonul Zürich, Elveția – d. 15 iulie 1939, Zollikon⁠(d), cantonul Zürich, Elveția) a fost un psihiatru elvețian cunoscut mai ales pentru contribuțiile sale semnificative la înțelegerea și explicarea bolilor mentale, respectiv la identificarea și denominarea schizofreniei.

## Biografie
Bleuler s-a născut în Zollikon, un orășel lângă Zürich în Elveția. A studiat medicina la Zürich, iar mai târziu și-a continuat studiile la Paris, Londra și München, întorcându-se la Zürich pentru a acepta un post ca un intern la Burghölzli, un spital de tip universitar. 
În 1886 Bleuler a devenit directorul unei clinici de psihiatrie la Rheinau, un spital aflat în incinta unei vechi mânăstiri aflat(ă) pe o insulă a fluviului Rin. Rheinau era unul dintre așezămintele care tratau boli mintale într-un mod care era considerat atunci ca fiind înapoiat, iar numirea lui Bleuler a avut rolul de a moderniza instituția și de a moderniza atât tratamentele cât și metodele folosite. 
După o perioadă în care Bleuler și-a îndeplinit misiunea, progresând în același timp substanțial profesional, s-a întors la Burghölzli în 1898 preluând funcția de director. Unul dintre lucrurile notabile pe care le-a făcut în această funcție a fost angajarea lui Carl Jung ca intern al spitalului. 
Bleuler este cunoscut cu totul particular pentru identificarea și nominalizarea schizofreniei, o dezordine care fusese identificată și catalogată în mod eronat ca dementia praecox de către psihologul german Emil Kraepelin. Bleurer a realizat corect că acea condiție nu era nici dementia (nebunie) și nici nu era caracteristică tinerilor (precox însemnând tânăr în latină). Ca atare, a denumit condiția mentală schizo + phrene, conform limbii greacă veche, adică divizat + minte, deci o "minte divizată". 
Conform dicționarului lui Charles Rycroft, Critical Dictionary of Psychoanalysis, Bleuler este psihologul care ar fi introdus termenul de ambivalență în practica psihanalizei în 1911. Conform Oxford English Dictionary, Bleuler ar fi introdus, de asemenea, un alt termen în psihanaliză, acela de autism, cu ocazia numărului din 1912 a revistei americane de specialitate American Journal of Insanity. 
Ca un fapt interesant, se poate remarca părerea (clar exprimată a lui Bleuler) că nu se poate face o delimitare limpede între stările de normalitate și nebunie, contrar viziunii exprimate de același Emil Kraepelin, de delimitare tranșantă a celor două condiții mintale, viziune foarte la modă la timpul respectiv.